# Ocell ratolí cara-roig
L'ocell ratolí cara-roig (Urocolius indicus) és una espècie d'ocell de la família dels còlids (Coliidae). Habita zones semiàrides, amb arbres o arbusts, des de l'oest d'Angola, Zàmbia i sud de Tanzània, cap al sud fins al sud de Sud-àfrica.